# Vásárhelyi István
Vásárhelyi István (Jászberény, 1889. május 29. – Miskolc, 1968. március 17.) természetkutató, zoológus, nagy harcosa volt a magyar természetvédelemnek és komoly érdemeket szerzett annak népszerűsítésében. Kutatásaival és jelentős munkásságával elősegítette a Bükki Nemzeti Park létrejöttét és felbecsülhetetlen értékű tudományos gyűjteményt hozott létre.

## Életrajza
Vásárhelyi István Jászberényben született, 1889. május 29-én. Édesapja tanító volt, aki igen fiatalon meghalt. Édesanyja hét gyerekkel maradt özvegyen, minden jelentősebb támasz és segítség nélkül.
Az édesapjától elsajátított tudás (preparálás) birtokában kezdett Budapesten dolgozni 1906-ban. Itt találkozott az általa rendkívül nagyra tartott tudóssal, Herman Ottóval. Herman ösztönzésére kezdett el foglalkozni az állatok életének a tanulmányozásával. Jászberényben 1907 és 1908 között végzett el egy mezőgazdasági iskolát, majd egy uradalmi gazdaságban helyezkedett el.
Életének fontos momentuma volt, amikor kezébe került egy pisztrángtenyésztésről szóló könyv, amelynek hatására 1912-ben elment Erdélybe dolgozni egy pisztrángtelepre. Közbeszólt azonban az I. világháború, ahonnan sebesülés miatt 1916-ban leszerelték.
1924-ben Pusztapóra került és itt indult el tudományos munkássága és az itt eltöltött idő életének az egyik legtermékenyebb időszaka. Itt találkozott Éhik Gyulával (a Természettudományi Múzeum helyettes főigazgatója, majd később az állattár vezetője), aki egy tudományos ülésen bemutatta Vásárhelyi egyik dolgozatát, és megjegyezte, hogy Vásárhelyi „jó megfigyelő, de nem képzett zoológus”. Ezt a kijelentést nagy csapásként élte meg, amely számára azt az üzenetet sugallta, hogy a hivatásos zoológusok nem hajlandók őt befogadni a táborukba. Tehetségével és hallatlan szorgalmával a későbbiekben sok sikert ér el.
1929-ben a Miskolci Erdőgazdasághoz került, majd 1933-ban lett a Garadna völgyében lévő pisztrángtelep vezetője. Közben lankadatlanul folytatta kutatásait Zemplénben, a Hernád völgyében és a Bükkben. Sokat publikál, de egy szakmai konfliktus miatt főnökei eltiltották az írástól. Ekkor több cikkét szakmai álnéven jelentette meg. A II. világháború pusztításai a pisztrángtelepet is teljesen tönkretették és a teljes halállomány is elpusztult.
A háború után új lendülettel fogott ismét a munkához. Gyűjtésekre koncentrált, amelynek eredménye egy nagy csigagyűjtemény összeállítása. Kialakította Magyarország halfajtáinak teljes csontvázgyűjteményét, amely 27 új, addig ismeretlen fajt is tartalmazott.
Életében közel 500 szakmai publikációt írt, így egész munkásságával megcáfolta azt a róla mondott kijelentést, hogy „nem az írás, hanem az eke embere”.
Halála után végakaratának megfelelően Herman Ottó mellé temették a hámori temetőben.

## Emlékezete
- 1989-ben születésének 100. évfordulója alkalmából a Városvédő és Szépítő Egyesület a Jászsági Építőipari Szövetkezet segítségével emlékkertet alakított ki egykori szülőházának helyén a Gróf Apponyi Albert Általános Iskola udvarán.
- Vásárhelyi István természetkutató vetélkedő
- Vásárhelyi István üdülőtábor Nagyvisnyó (Dédestapolcsány)
- Miskolc-Alsóhámorban a nevét viseli a Vásárhelyi istván utca, Lillafüredtől nyugatra pedig a Vásárhelyi István sétány, amely a Hámori-tó partján, majd a Garadna-patak mentén halad végig a völgyön, a pisztrángtelep felé.

## Szakmai publikációi
- Pisztrángtenyésztés a Bükkben Természettudományos Közlöny 1965
- Ragadozó pontyok Természettudományos Közlöny 1965
- A Bükk állatvilágának néhány érdekessége Erdészeti Lapok 1942
- Magyarország halai írásban és képekben Borsodi Szemle Könyvtára Miskolc 1961